# Srŏk Kâmpóng Svay
Srŏk Kâmpóng Svay är ett distrikt i Kambodja.   Det ligger i provinsen Kompong Thom, i den centrala delen av landet, 130 km norr om huvudstaden Phnom Penh. Antalet invånare är 74 843.